# Peter Schat
Peter Schat (ur. 5 czerwca 1935 w Utrechcie, zm. 3 lutego 2003 w Amsterdamie) – holenderski kompozytor.

## Życiorys
W latach 1952–1958 studiował kompozycję u Keesa van Baarena w konserwatoriach w Utrechcie i Hadze. Był też uczniem Mátyása Seibera w Londynie (1959) i Pierre’a Bouleza w Bazylei (1960–1961). Współzałożyciel założonego w 1967 roku lewicującego ugrupowania Studio voor Elektro-Instrumentale Muziek (STEIM), działającego poza salami koncertowymi. W 1967 roku odwiedził Kubę, w czasie protestów studenckich w 1968 roku był członkiem ruchu wymierzonego w holenderski establishment społeczno-kulturalny, uczestniczył w akcji zerwania koncertu w amsterdamskim Concertgebouw. W latach 70. złagodził swoje poglądy polityczne, stając się częścią oficjalnego życia muzycznego. W latach 1974–1983 wykładał kompozycję w Konserwatorium Królewskim w Hadze. Od 1975 do 1984 roku był współredaktorem periodyku Key Notes. W 1995 roku gościnnie wykładał na kilku uczelniach w Stanach Zjednoczonych.

## Twórczość
W pierwszej fazie swojej twórczości pozostawał w nurcie szeroko pojętego modernizmu, posługując się techniką serialną, a później aleatoryzmem z elementami ekspresjonistycznymi. Drugi okres działalności kompozytorskiej Schata determinowany jest przez jego polityczny radykalizm, widoczny w takich utworach jak dedykowany pamięci Che Guevary utwór On Escalation, w którym idea walki zobrazowana została za pomocą stopniowej utraty autorytetu dyrygenta aż do finałowej zorganizowanej rebelii muzyków przeciw niemu, czy kolektywna opera-moralitet Reconstructie o antyamerykańskiej wymowie. Utworem Polonaise złożył hołd wydarzeniom polskiego Sierpnia 80. Wyrazistą cechą muzyki Schata jest jej dramatyczność i skłonność do teatralizacji akcji, np. w utworze Improvisations and Symphonies z 1960 roku, gdzie muzycy wędrują wokół estrady.
W latach 80. kompozytor poświęcił się problemowi odejścia od skali dwunastodźwiękowej i zbudowania nowej relacji między dźwiękami, w celu stworzenia nowego systemu tonalnego i reaktywowania diatoniki. Opracował koncepcję alternatywnego wobec systemu dur-moll „zegara tonalnego”, bazującego na układzie trzydźwięków, przedstawionego w postaci zodiakalnego kręgu 12 figur geometrycznych, odwzorowujących relacje międzydźwiękowe o specyficznie symetrycznym układzie. Swoją ideę omówił w pracy De Toonklok, Essays en gesprekken over muziek (Amsterdam 1984).

## Wybrane kompozycje
(na podstawie materiałów źródłowych)

### Utwory orkiestrowe
- Mozaïeken (1959)
- Concerto da camera na orkiestrę kameralną (1960)
- Entelechie I na 5 grup instrumentalnych (1960–1961)
- Dansen uit het Labyrint (1963)
- Clockwise and anticklockwise na 16 instrumentów dętych (1967)
- On Escalation na 6 perkusistów i orkiestrę (1968)
- Thema na obój i orkiestrę (1970)
- 3 symfonie (I 1978 zrewid. 1979, II 1983 zrewid. 1984, III 1999)
- Serenade na 12 instrumentów smyczkowych (1984)
- De hemet (1990)
- Opening (1991)
- Études na fortepian i orkiestrę (1992)
- Préludes na flet i małą orkiestrę (1993)
- Arch Music for St. Louis (1997)
- The Wallpackers (1999)

### Utwory kameralne
- Introductie en adagio in oudie stijl na kwartet smyczkowy (1954)
- Septet na flet, obój, klarnet basowy, róg, wiolonczelę, fortepian i perkusję (1956)
- Oktet na flet, obój, klarnet, fagot, róg, 2 trąbki i puzon (1958)
- 2 utwory na flet, skrzypce, trąbkę i perkusję (1959)
- Improvisations and Symphonies na kwintet dęty (1960)
- Signalement na 6 perkusistów i 3 kontrabasy (1961)
- Hypothema na flet prosty (1969)
- Diapason na zespół kameralny (1996)

### Utwory fortepianowe
- Inscripties (1959)
- Anathema (1969)
- Polonaise (1981)

### Utwory organowe
- Passacaglia and Fugue (1954)

### Utwory wokalno-instrumentalne
- 5 pieśni Cryptogamen na baryton i orkiestrę (1959)
- The Fall na 16 głosów (1960)
- Entelechie II na mezzosopran i 10 instrumentów (1961)
- Stemmen uit het Labyrint na alt, tenora, basso profondo i orkiestrę (1963)
- Koren uit het Labyrint na chór i orkiestrę (1964)
- Scènes uit het Labyrint na recytatora, alt, tenora, bas, chór i orkiestrę (1964)
- Improvisaties uit het Labyrint na 3 śpiewaków i 4 instrumentalistów (1964)
- To You na mezzosopran, wzmocnione instrumenty i elektroniczne źródła dźwięku (1972)
- Het vijde seizoen na sopran i zespół kameralny (1973)
- Canto General „in memoriam Salvador Allende” na mezzosopran, skrzypce i fortepian (1974)
- Mei ’75 een lied van bevrijding na mezzosopran, baryton, chór i orkiestrę (1975)
- Houdini Symphony na sopran, mezzosopran, tenora, baryton, chór i orkiestrę (1976)
- De briefscène na sopran, tenora i orkiestrę lub fortepian (1976)
- Kind en kraai na sopran i fortepian (1977)
- Adem na chór kameralny (1984)
- For Lenny na tenora i fortepian (1988)
- De Trein na 5 głosów męskich i orkiestrę (1989)
- Een Indisch Requiem na tenora, chór i orkiestrę (1995)
- The Flood of Love na mezzosopran, tenora i orkiestrę kameralną (1997)

### Dzieła sceniczne
- rodzaj opery Labyrint (1964)
- opera-moralitet Reconstructie (1969), wspólnie z Louisem Andriessenem, Mishą Mengelbergiem, Reinbertem de Leeuwem, Hugo Clausem, Harrym Mulischem i Janem van Vlijmenem
- teatr muzyczny Het vijde seizonen (1973)
- opera cyrkowa Houdini (1974–1976)
- balet I am Houdini (1976)
- opera rysunkowa Aap verslaat de knekelgeest (1980)
- opera Symposion (1989)

### Muzyka elektroniczna
- Banden uit het Labyrint na taśmę (1965)
- The Aleph na taśmę (1965)
- The Tone Clock na zegar mechaniczny (1987)
- Alarm na karylion i dzwony ad libitum (1994)